# Móng ngựa

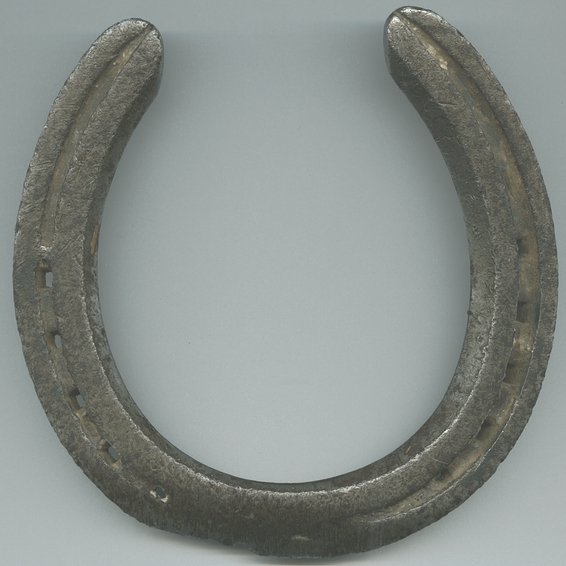
Móng ngựa hiện đại thường được làm bằng thép và đóng đinh vào tường móng.

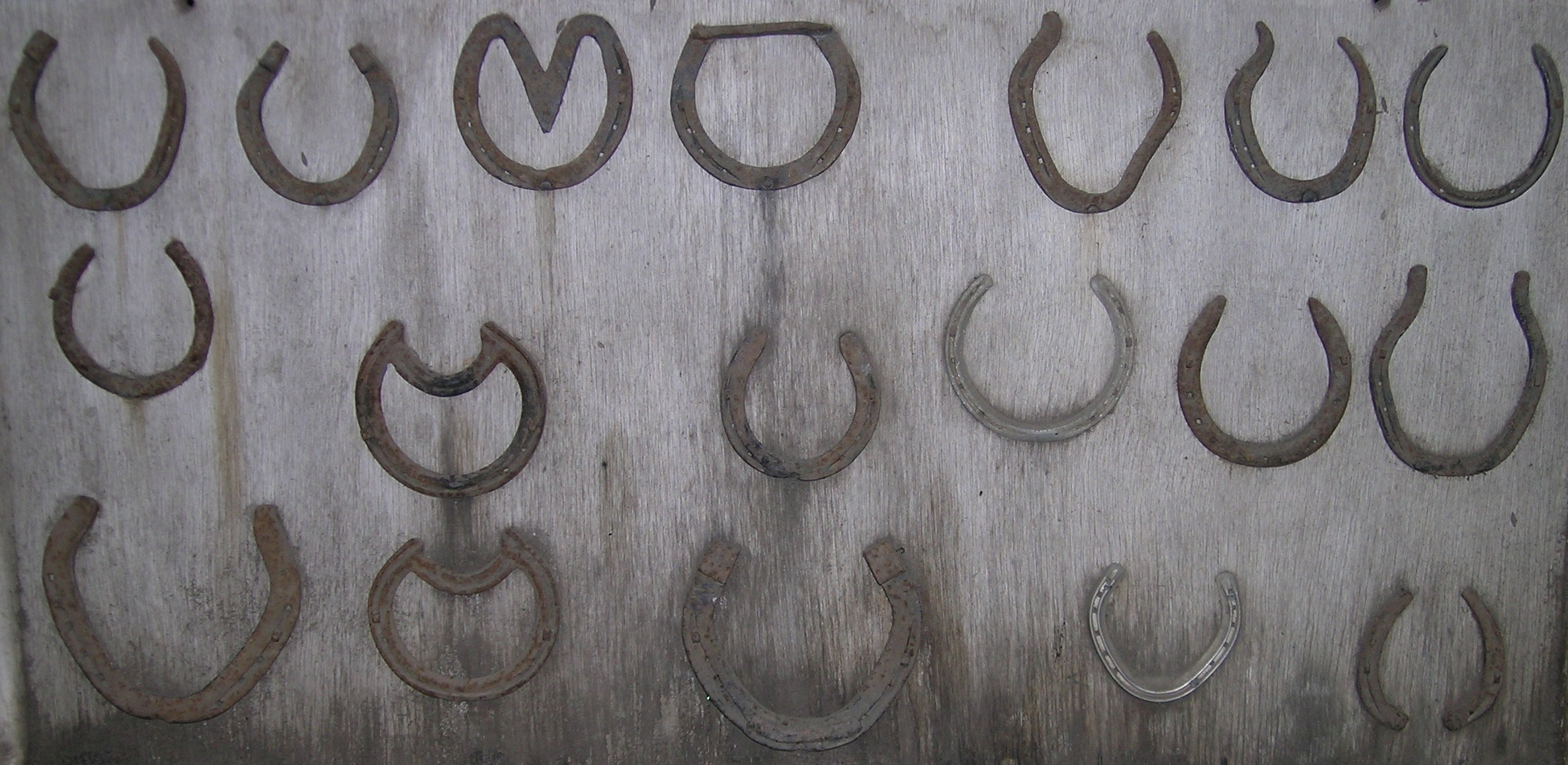
Một loạt các móng ngựa, bao gồm các tấm cho ngựa đua bằng nhôm (màu sáng); cũng có nhiều loại móng bò ở phía dưới bên phải

Móng ngựa là một sản phẩm được chế tạo, thường được làm bằng kim loại, mặc dù đôi khi được làm một phần hoặc toàn bộ vật liệu tổng hợp hiện đại, được thiết kế để bảo vệ móng của ngựa khỏi bị mòn. Móng ngựa được gắn trên bề mặt lòng bàn tay (mặt đất) của móng guốc, thường được đóng đinh xuyên qua bức tường móng không có cảm giác, tại vị trí giống như móng chân của con người, mặc dù lớn hơn và dày hơn. Tuy nhiên, cũng có trường hợp móng ngựa được dán keo.
Việc lắp móng ngựa là một nghề nghiệp chuyên nghiệp, được thực hiện bởi một người đóng móng ngựa, người chuyên chuẩn bị chân ngựa, đánh giá các vấn đề về tiềm năng có thể bị què của ngựa và mang móng phù hợp, bao gồm các tính năng khắc phục khi cần thiết. Ở một số quốc gia, chẳng hạn như Vương quốc Anh, móng ngựa bị hạn chế về mặt pháp lý chỉ dành cho những người có trình độ và kinh nghiệm cụ thể. Ở những nơi khác, chẳng hạn như Hoa Kỳ, nơi không yêu cầu cấp phép chuyên nghiệp, các tổ chức chuyên nghiệp cung cấp các chương trình chứng nhận xác định công khai các cá nhân đủ điều kiện để đóng móng ngựa.
Móng ngựa có sẵn với nhiều loại vật liệu và kiểu dáng, được phát triển cho các loại ngựa khác nhau và cho công việc ngựa phải làm. Các vật liệu phổ biến nhất là thép và nhôm, nhưng móng chuyên dụng có thể bao gồm sử dụng cao su, nhựa, magiê, titan hoặc đồng. Thép có xu hướng được ưa thích trong các môn thể thao với ngựa trong đó cần có một đôi móng ngựa mạnh mẽ, dài, chẳng hạn như polo, thi nhảy ngựa, và các sự kiện cưỡi ngựa viễn Tây. Móng nhôm nhẹ hơn, khiến nó phổ biến trong đua ngựa, nơi cần móng nhẹ hơn; và thường tạo điều kiện cho một số loại chuyển động, và vì vậy được ưa chuộng trong Cưỡi ngựa trình diễn (dressage). Một số móng ngựa có "vạc " (caulk): phần nhô ra ở ngón chân hoặc gót móng, hoặc cả hai, để tạo thêm lực kéo.
Khi được giữ làm bùa hộ mệnh, móng ngựa được cho là mang lại may mắn. Một biến thể cách điệu của móng ngựa được sử dụng cho một trò chơi ném phổ biến, ném móng ngựa.